# Miriam Griffin

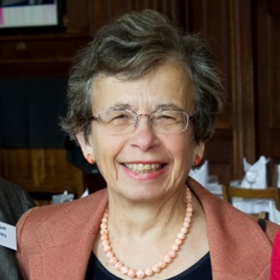
Miriam Griffin, 2015

Miriam Tamara Griffin, geborene Dressler (* 6. Juni 1935 in New York; † 16. Mai 2018) war eine US-amerikanisch-britische Althistorikerin.

## Leben
Miriam Griffin studierte an der Columbia University, der Harvard University und der University of Oxford. Sie war Lecturer am Trinity College und Fellow des Somerville College. Sie war die Ehefrau des Altphilologen Jasper Griffin, mit dem sie über fünfzig Jahre verheiratet war und drei Töchter (Julia, Miranda und Tamara) hatte.
Ihre Forschungsschwerpunkte waren die späte römische Republik und die frühe Kaiserzeit sowie die Geistesgeschichte. Sie hat am zehnten Band der Cambridge Ancient History mitgearbeitet, unter anderem bei den Artikeln zu den Flaviern. Zusammen mit Jonathan Barnes hat sie zwei Bände Philosophia Togata zur römischen Philosophie, zur gesellschaftlichen Rolle römischer Philosophen und zur Rezeption der griechischen Philosophie in Rom veröffentlicht.

## Schriften
- Seneca. A Philosopher in Politics. Clarendon Press, Oxford 1976, ISBN 0-19-814365-6.
- Nero. The End of a Dynasty. Batsford, London 1984, ISBN 0-7134-4464-9 (Reprinted in paperback. Routledge, London u. a. 2001, ISBN 0-415-21464-5).
- als Herausgeberin mit Jonathan Barnes: Philosophia togata. 2 Bände. Clarendon Press, Oxford 1989–1997;
  - Band (1): Essays on philosophy and Roman society. 1989, ISBN 0-19-814884-4;
  - Band 2: Plato and Aristotle at Rome. 1997, ISBN 0-19-815056-3.
- als Herausgeberin: A Companion to Julius Caesar. Wiley-Blackwell, Chichester u. a. 2009, ISBN 978-1-4051-4923-5 (Auszüge bei googlebooks, Rezension bei H-Soz-u-Kult).